# ماری بالیان
ماری بالیان (فرانسوی: Marie Balian‎ زاده ۱۹۲۷ در لیون) یک هنرمند کاشی‌کار ارمنی‌تبار ارمنی-فرانسوی ساکن اسرائیل است که در اورشلیم فعالیت می‌کند. آثار وی یک سبک نوآوری در چهارچوب هنر سرامیک ارمنیان در اورشلیم می‌باشد.

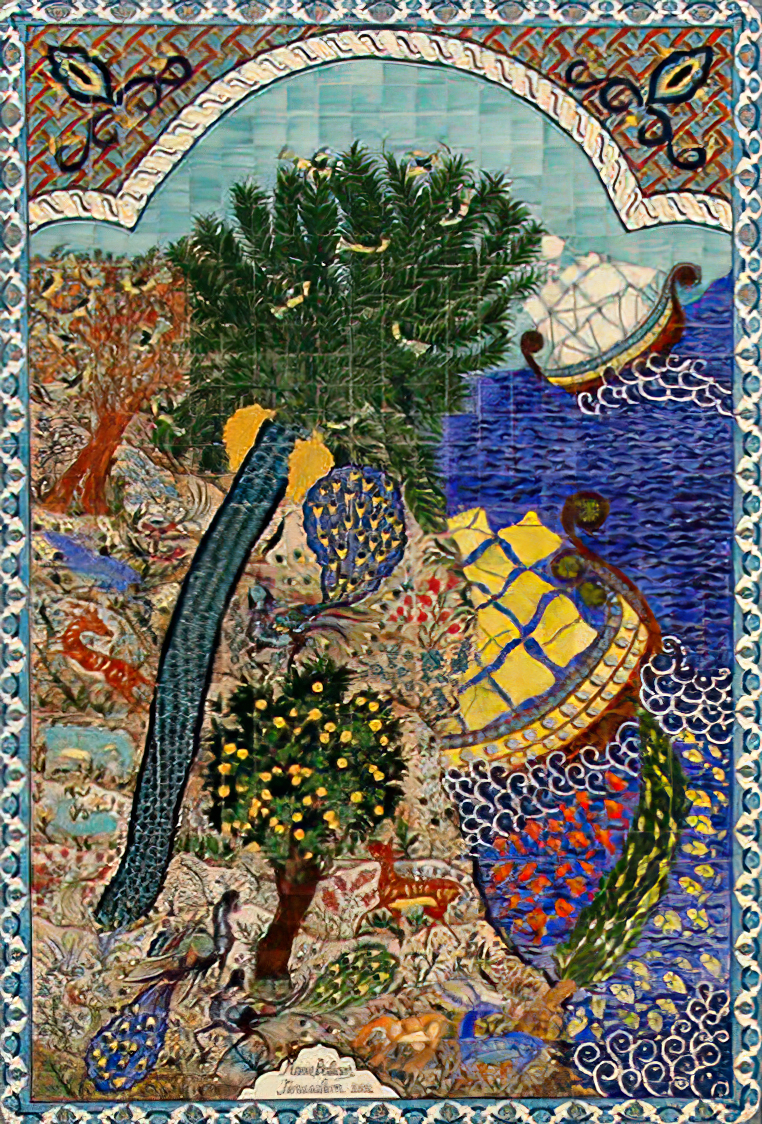
کاشی‌کاری «گوشه‌چشمی از بهشت» اثری از «ماری بالیان» در خیابان کورش در اورشلیم.

وی در سال ۱۹۲۷ در لیون فرانسه از پدر و مادری ارمنی به دنیا آمد. والدین وی در سال ۱۹۱۹ از کوتاهیه ترکیه به فرانسه مهاجرت کردند. ماری در سال ۱۹۵۴ به اورشلیم نقل مکان نمود جایی که با همسرش ستراک بالیان ازدواج نمود.